# لازی (سیلسیان)
لازی (به لاتین: Łazy) یک شهر و گمینا در لهستان است که در گمینا وازه واقع شده‌است. لازی ۸٫۷۵ کیلومتر مربع مساحت و ۷٬۱۳۹ نفر جمعیت دارد.